# 伊恩·保尔特

伊恩·保尔特（Ian Poulter, 1976年1月10日—）是一位英國職業高爾夫球選手。出生在英格蘭的Hitchin。目前他參加的賽事是PGA巡迴賽及PGA歐洲巡迴賽。到目前為止，他已經累計獲得了9個冠軍。他不僅是一位高爾夫球好手，也是英超球會阿森納的支持者。此外，他還有經營自己的服裝品牌 Ian Poulter Design（IJP）。

## 外部連結
- 官方網站